# داش بلاغ (غرمي)
داش بلاغ (بالفارسية: داش بلاغ) هي منطقة سكنية تقع في قسم اجارود الغربي الريفي في إيران. يقدر عدد سكانها بـ 49 نسمة .